# Parupeneus barberinoides
Parupeneus barberinoides is een straalvinnige vissensoort uit de familie van zeebarbelen (Mullidae). De wetenschappelijke naam van de soort is voor het eerst geldig gepubliceerd in 1852 door Bleeker.